# 中铁武汉电气化局
中铁武汉电气化局集团有限公司，注册地位于武汉，隶属于中国铁路工程集团的上市公司中国中铁。业务性质为铁路、公路、市政。2017年，公司总资产58.51亿元，净资产10.03亿元，净利润0.39亿元。

## 外部連結
- 官方网站